# Radio Provincia de Buenos Aires
LS 11 Radio Provincia est la station de radio du gouvernement de la province de Buenos Aires. Elle nait le 18 février 1937. C'est la première fois qu'un État argentin lance une station de radio. En 1999 elle apparaît sur la bande FM. Elle émet 24 heures sur 24 en FM(97,1MHz) en AM(1270MHz) et sur Internet. L'emetteur est situé à La Plata.